# Spilomelinae
Sous-famille
Les Spilomelinae sont une sous-famille d'insectes lépidoptères (papillons) de la famille des Crambidae.

## Liste des genres rencontrés en Europe
Selon Fauna Europaea (18 février 2017) :
- Agrotera
- Antigastra
- Arnia
- Botyodes
- Conogethes
- Cydalima
- Diaphania
- Diasemia
- Diasemiopsis
- Diplopseustis
- Dolicharthria
- Duponchelia
- Herpetogramma
- Hodebertia
- Maruca
- Mecyna
- Metasia
- Nomophila
- Palpita
- Pleuroptya
- Psara
- Sceliodes
- Spoladea
- Synclera
- Udea

## Autres genres
- Aboetheta
- Acicys
- Aethaloessa
- Aetholix
- Agathodes
- Agrioglypta
- Anageshna
- Analyta
- Aphytoceros
- Apilocrocis
- Apogeshna
- Aporocosmus
- Araschnopsis
- Archernis
- Arthroschista
- Arxama
- Asciodes
- Ategumia
- Atelocentra
- Auchmophoba
- Azochis
- Bacotoma
- Bicilia
- Blepharomastix
- Bocchoris
- Botyodes
- Bradina
- Camptomastix
- Cangetta
- Caprinia
- Chabula
- Chalcidoptera
- Chilochroma
- Choristostigma
- Chrysothyridia
- Cirrhochrista
- Cissachroa
- Cnaphalocrocis
- Colomychus
- Compacta
- Conchylodes
- Condylorrhiza
- Conogethes
- Coptobasis
- Cotachena
- Criophthona
- Cryptobotys
- Cydalima
- Daulia
- Desmia
- Deuterarcha
- Deuterophysa
- Diacme
- Diaphania
- Diaphantania
- Diasemiodes
- Diastictis
- Diathrausta
- Dichocrocis
- Didymostoma
- Diplopseustis
- Dracaenura
- Dysallacta
- Ectadiosoma
- Epipagis
- Ercta
- Eudaimonisma
- Eulepte
- Eurrhyparodes
- Eurybela
- Eusabena
- Falcimorpha
- Filodes
- Framinghamia
- Geshna
- Glauconoe
- Glycythyma
- Glyphodes
- Haritalodes
- Herpetogramma
- Hoterodes
- Hydriris
- Hydropionea
- Hymenia
- Hymenoptychis
- Ischnurges
- Lamprosema
- Laniifera
- Leucinodes
- Leucochroma
- Lineodes
- Liopasia
- Lipararchis
- Loxomorpha
- Loxostegopsis
- Lygropia
- Lypotigris
- Macaretaera
- Macrobela
- Maracayia
- Maruca
- Meroctena
- Merodictya
- Metallarcha
- Metoeca
- Microthyris
- Mimophobetron
- Mimorista
- Myriostephes
- Myrmidonistis
- Nacoleia
- Nausinoe
- Neoleucinodes
- Niphograpta
- Nosophora
- Notarcha
- Omiodes
- Ommatospila
- Omphisa
- Orphanostigma
- Orphnophanes
- Orthospila
- Osiriaca
- Otiophora
- Pachynoa
- Palpusia
- Pantographa
- Pardomima
- Parotis
- Patania
- Penestola
- Perisyntrocha
- Phaedropsis
- Phostria
- Piletocera
- Pilocrocis
- Polygrammodes
- Prooedema
- Prophantis
- Prorodes
- Protonoceras
- Psara
- Pycnarmon
- Pygospila
- Rehimena
- Rhectocraspeda
- Rhectothyris
- Rhimphalea
- Rhimphaliodes
- Salbia
- Samea
- Sameodes
- Sathria
- Sedenia
- Sericophylla
- Sisyrophora
- Somatania
- Stemorrhages
- Steniodes
- Sufetula
- Syllepis
- Syllepte
- Symmoracma
- Synclera
- Syngamia
- Tabidia
- Talanga
- Tatobotys
- Terastia
- Tetridia
- Torqueola
- Trigonobela
- Tylostega
- Tyspanodes
- Voliba
- Zagiridia
- Zellerina